# Another Animal (álbum)
Another Animal es el álbum debut del supergrupo estadounidense de hard rock Another Animal, lanzado el 2 de octubre de 2007. La canción "Amends" aparece en los créditos de la película de terror de 2008 Insanitarium.

## Historia
Durante de composición de IV de Godsmack, el vocalista principal Sully Erna tuvo un bloqueo, por lo que el guitarrista Tony Rombola, el batería Shannon Larkin y el bajista Robbie Merill decidieron entrar en el estudio para grabar material nuevo. 
Después de componer unas cuarenta canciones, sólo se usaron catorce para el disco. El material restante se recicló después de contratar a Whitfield Crane de Ugly Kid Joe y Lee Richards, ex guitarrista de Godsmack, para formar Another Animal.

## Lista de canciones
| N.º | Canción              | Duración |
| --- | -------------------- | -------- |
| 1.  | "Find a Way"         | 4:02     |
| 2.  | "Distant Signs'"     | 4:05     |
| 3.  | "Broken Again"       | 4:21     |
| 4.  | "Before the Fall"    | 2:59     |
| 5.  | "Amends"             | 3:59     |
| 6.  | "Interlude"          | 1:17     |
| 7.  | "Left Behind"        | 4:06     |
| 8.  | "Blind"              | 3:20     |
| 9.  | "The Beast Within"   | 3:20     |
| 10. | "The Thin Line"      | 2:17     |
| 11. | "Black Coffee Blues" | 4:11     |
| 12. | "Fade Away"          | 4:33     |
| 13. | "Save Me"            | 4:45     |

## Sencillos
- "Broken Again" (2007)
- "Fade Away" (2008)